# Volkoren (platenlabel)
Volkoren is een Nederlands platenlabel uit Mijdrecht en is een dochterlabel van Sally Forth Records. Volkoren is opgericht in 2003 en herbergt de artiesten en bands die qua genre minder geschikt zijn voor het hoofdlabel Sally Forth. Aanvankelijk waren de bands van Volkoren voornamelijk roots of singer-songwriter georiënteerd. Sinds  de toevoeging van Anderson en Ponoka aan de artiestenlijst is het accent naar indiepop verschoven.

## Bands en artiesten
- at the close of every day
- Brown Feather Sparrow
- 16 Horsepower
- ME
- Anderson
- White Stone Assembly
- Ponoka
- Kim Janssen
- Jonas David
- Charles Frail
- Mensenkinderen
- Silmus
- Mariecke Borger
- Sea + Air
- Sarah Lois
- David Åhlén
- Sarah Forslund